# Campanula crispa
Campanula crispa är en klockväxtart som beskrevs av Jean-Baptiste de Lamarck. Campanula crispa ingår i släktet blåklockor, och familjen klockväxter. Inga underarter finns listade i Catalogue of Life.